# مانويل كيويتو
مانويل كيويتو هو لاعب كرة قاعدة كوبي، ولد في 8 فبراير 1892 في Guanajay ‏ في كوبا، وتوفي في 29 يونيو 1942 في Regla ‏ في كوبا.

## وصلات خارجية
- مانويل كيويتو على موقع دوري كرة القاعدة الرئيسي (الإنجليزية)
- مانويل كيويتو على موقعبيزبول رفرنس.كوم (الدوري الرئيسي) (الإنجليزية)
- مانويل كيويتو على موقعبيزبول رفرنس.كوم (الدوري الثانوي) (الإنجليزية)